# Dalembertia populifolia
Dalembertia populifolia là một loài thực vật có hoa trong họ Đại kích. Loài này được Baill. mô tả khoa học đầu tiên năm 1858.